# Pacifincola insculpta
Pacifincola insculpta är en mossdjursart som först beskrevs av Walter Douglas Hincks 1883.  Pacifincola insculpta ingår i släktet Pacifincola och familjen Pacificincolidae. Inga underarter finns listade i Catalogue of Life.